# Lost Cause of the Confederacy
De Lost Cause of the Confederacy of kortweg Lost Cause (in het Nederlands te vertalen is als de Verloren zaak van de Confederatie) is een geschiedvervalsende vertelling die stelt dat de Amerikaanse Burgeroorlog ontstond door de Noordelijke agressie en dat de Zuidelijke staten van de Verenigde Staten in hoofdzaak hun onafhankelijkheid opeisten vanwege hun rechten als staten (states rights) en niet zozeer vanwege de afschaffing van de slavernij zoals de Noordelijke staten eisten.
Door boeken en artikelen te publiceren die andere kwesties uitvergroten, wordt het conflict over een verbod op slavernij in de nieuwe staten gebagatelliseerd. Nadat het Zuiden de oorlog had verloren, werden er tevens honderden standbeelden van onder andere generaal Robert E. Lee geplaatst en werd getracht zijn biografie op te schonen. Een bekend boek waarin de Lost Cause uiteengezet wordt, is The South was Right, geschreven door James Ronald Kennedy en Walter Donald Kennedy.
De Ku Klux Clan beroept zich vaak op Lost Cause-argumenten voor hun legitimiteit. 